# Jaguar (film)
Pour les articles homonymes, voir Jaguar (homonymie).
Pour plus de détails, voir Fiche technique et Distribution.
Jaguar est un film français de Jean Rouch tourné en 1954 et finalisé en 1967.

## Synopsis
Jaguar, sorte de road movie à pied, raconte le voyage de trois amis, Damouré, Lam et Illo, en direction de la Gold Coast où ils espèrent bien, en quelques mois, faire fortune afin de rentrer grandis dans leur village.

## Fiche technique
- Titre : Jaguar
- Réalisation : Jean Rouch
- Photographie : Jean Rouch
- Montage : Josée Matarosso, Liliane Korb, Jean-Pierre Lacam
- Son : Damouré Zika
- Musique : Enos Amelodon, Tallou Mouzourane, Amisata Gaoudelize
- Pays :  France
- Production : Les Films de la Pléiade
- 35 millimètres couleur
- Genre : Documentaire
- Durée : 91 minutes
- Année : début du tournage 1954 et sortie en 1967

## Distribution
Interprètes :
- Damouré Zika
- Lam Ibrahima Dia
- Illo Gaoudel

Commentaires et dialogues :
- Damouré Zika
- Lam Ibrahima Dia
- Illo Gaoudel
- Amadou Koffo

## Remarques
- C'est avec ce film que Jean Rouch inaugure une nouvelle façon de tourner, à la suite d'une discussion avec Damouré Zika lors de La Chasse à L'Hippopotame : Damouré après la projection demande à Rouch de faire maintenant un vrai film de cinéma avec lui. Chaque matin les acteurs et Jean Rouch décident des scènes à tourner la journée, Rouch filme avec une caméra très légère à l'épaule (sans prise de son des dialogues), puis à la fin le film est projeté et les acteurs dialoguent et commentent le film afin d'en reconstituer la bande son. Le film influencera grandement ce qui deviendra la Nouvelle Vague.

- On retrouvera Damouré, Illo et Lam dans Petit à petit (1971), deuxième volet d'une trilogie dont Jaguar était le premier.